# Estadio de Palermo
El Estadio Municipal «Sociedad Sportiva», conocido popularmente como Palermo, fue un recinto deportivo propiedad del club homónimo y, posteriormente, del Ejército Argentino, ubicado en la ciudad de Buenos Aires, Argentina. Se situaba en la avenida Dorrego 80, en el barrio de Palermo.
Fundado bajo el auspicio de la Sociedad Hípica Argentina en 1899 y posteriormente ampliado por la Sociedad Sportiva Argentina, este hipódromo fue testigo de importantes eventos, como los primeros partidos internacionales de fútbol, exhibiciones de aviación y competencias ecuestres. 
Era conocido popularmente como «Palermo» por su ubicación en ese barrio; sin embargo, el nombre es ambiguo ya que también puede hacer referencia a otros estadios cercanos: el de GEBA en Marcelino Freyre 3381; los de Estudiantes (BA), primero en Alvear y Oro, luego en Dorrego y Centenario; y los de Porteño, en Alvear y Oro y en Valentín Alsina y Los Paraísos, todos en la zona del Parque 3 de Febrero.
A lo largo de las décadas, el lugar se transformó en un epicentro de actividades deportivas y culturales, pero su historia también estuvo marcada por conflictos legales y transformaciones, hasta convertirse en el actual Campo Hípico Militar.

## Historia

### Inicios
La Sociedad Hípica Argentina se fundó el 23 de septiembre de 1899 con el objetivo de promover actividades ecuestres amateurs, impulsada por el presidente Julio Argentino Roca, quien también fue uno de sus fundadores. La Municipalidad de Buenos Aires cedió un terreno en Palermo para sus instalaciones, que incluían dos pistas y un campo de polo. En 1900 se inauguró una tribuna.
En sus primeros años, el club se centró en actividades ecuestres y otras disciplinas como gimnasia y calistenia. En 1902, bajo la presidencia del Barón Antonio de Marchi, quien cambió el nombre a «Sociedad Sportiva Argentina», se amplió la oferta a otros deportes. Las instalaciones incluían dos pistas y un terreno central para polo y fútbol, además de tribunas para socios y público general. También se practicaban atletismo, carreras de automóviles, motos y bicicletas. Las temporadas de fútbol, polo y carreras iban de abril a septiembre.

### Eventos
En fútbol, la Sociedad Sportiva acogió las finales de la Cup Tie Competition de 1902, 1903 (jugadas por Rosario A.C. y Alumni en ambas ocasiones) y 1905. En septiembre de 1903, la selección nacional de fútbol de Argentina jugó su primer partido como local en la Sociedad Sportiva, cuando el equipo perdió ante Uruguay (representados por todos los jugadores del Club Nacional de Football) por 3-2. Otro partido destacado jugado en la Sociedad Sportiva fue el entre el club inglés Southampton FC y Alumni el 26 de junio de 1904, ganado por los visitantes por 3-0. El presidente Roca fue uno de los asistentes. Ese mismo año, la Sociedad Sportiva también albergó una exhibición de lucha grecorromana.
En 1904, la Sociedad Sportiva vendió sus instalaciones al Ministerio de Guerra, aunque la concesión estipulaba que debían ser transferidas al Municipio de Buenos Aires. Sin embargo, el club continuó en ese lugar durante los 10 años siguientes. El Automóvil Club Argentino se estableció en la sede social de la Sociedad Sportiva.
El fútbol regresó en 1905 cuando otro equipo inglés, Nottingham Forest, recorrió Argentina para jugar una serie de partidos amistosos, algunos de ellos en la Sociedad Sportiva. El 15 de agosto de 1905, las selecciones nacionales de Argentina y Uruguay jugaron la primera edición de la Copa Lipton en la Sociedad Sportiva. Al año siguiente, la selección de Sudáfrica (afiliada a la Football Association inglesa) visitó Argentina, jugando contra Alumni en la Sociedad Sportiva el 24 de junio. Alumni ganó 1-0, siendo esta la primera victoria de un equipo de fútbol argentino contra un equipo británico.
El 25 de diciembre de 1907, Jorge Newbery y Aarón de Anchorena cruzaron el Río de la Plata en el globo El Pampero antes de aterrizar en Conchillas, Uruguay. El Pampero partió desde la Sociedad Sportiva. En 1908, el tradicional desfile militar conmemorativo de la Declaración de Independencia de Argentina se celebró en la Sociedad Sportiva.
Para la temporada de fútbol de 1909, la AFA invitó a los equipos ingleses Tottenham Hotspur y Everton a jugar un total de ocho partidos amistosos contra equipos locales. Los cinco partidos jugados en Buenos Aires se celebraron en la Sociedad Sportiva, instalándose tribunas adicionales para una capacidad de 10 000 personas.
La Sociedad Sportiva también sirvió como sede de los «Juegos Olímpicos del Centenario», una serie de competiciones celebradas como parte de las celebraciones del Centenario de Argentina en 1910. El atleta italiano Dorando Pietri fue la principal atracción de los Juegos y ganador del maratón celebrado en el estadio de la Sportiva.
Otro hito en la historia de la Sociedad Sportiva fue haber acogido el primer partido de la selección de rugby de Argentina, cuando el 12 de junio de 1910, el equipo nacional jugó contra los British and Irish Lions en su primer tour por Argentina. El pueblo argentino lo denominó el «Combinado Británico», también conocido como «Gran Bretaña XV». Argentina perdió 28-3, siendo el único try de Argentina anotado por el jugador de Buenos Aires F.C. Frank Heriot.

### Declive
Con el predominio del Estadio GEBA como sede específica para fútbol en la década de 1910, el estadio de la Sociedad Sportiva recibió menos atención para albergar partidos de fútbol.
Durante su gira por Sudamérica, el club inglés Exeter City tuvo que jugar varios partidos en Buenos Aires. A pesar de que la Asociación Argentina de Fútbol había alquilado el estadio de la SSA al Ejército local, el Municipio de Buenos Aires revocó el alquiler alegando ser los propietarios de los terrenos, por lo que Exeter City se trasladó al Estadio Racing Club para disputar sus partidos contra equipos combinados locales. Como resultado, el Ministerio de Guerra, Gregorio Vélez, tomó el estadio de la Sociedad Sportiva, que pasó nuevamente al gobierno municipal y el club fue disuelto. El estadio fue renombrado «Estadio Municipal».
El boxeador estadounidense Jack Johnson realizó una pelea exhibición en el estadio en 1915. El Concejo Deliberante de Buenos Aires otorgó un permiso especial para realizar la pelea debido a que el boxeo estaba prohibido en la ciudad en ese entonces.
En 1917, la AFA llegó a un acuerdo con el gobierno municipal para construir un estadio con capacidad para 50 000 espectadores en el mismo lugar donde se encontraban las instalaciones de la Sportiva. Sin embargo, el proyecto nunca se llevó a cabo. En 1924, el ministro de Guerra, Agustín P. Justo, ordenó al Ejército ocupar nuevamente las instalaciones de la Sportiva, alegando que el campo sería utilizado para partidos de polo. Posteriormente, el Ejército construyó los campos de polo, inaugurándolos en 1928 (actual Campo Argentino de Polo). Los terrenos donde se encontraba la Sportiva pasaron a ser el «Campo Hípico Argentino» (o «Campo Hípico Militar») bajo la administración del Ejército. El Campo Argentino de Polo fue luego alquilado a la Asociación Argentina de Polo.